# Таврійські ігри
Таврі́йські і́гри — міжнародний різножанровий фестиваль, що проводився з 1992 по 2008 рік у Каховці протягом трьох днів травня. У 2007 році фестиваль відбувся в Києві. Вхід на фестиваль був безкоштовним. Засновником і організатором був бізнесмен Микола Баграєв.
Традиційно місцем проведення фестивалю була Каховка в Херсонській області, проте у 2007 році фестиваль відбувся на НСК «Олімпійському» в Києві. Після 2008 року фестиваль не проводили. За словами Баграєва, фестиваль, який проводився 17 разів, «виконав історичну місію» і віджив своє.
Традиційно фестиваль включав конкурс краси, пивний конкурс, спортивні змагання та шоу-програми, в яких брали участь учасники з різних країн. Згідно зі статистикою, щодня фестивальні концерти відвідують близько 80 000 глядачів, значна кількість спостерігали за фестивалем через прямі теле- і радіотрансляції.

## Учасники
Серед учасників фестивалю — відомі українські та зарубіжні музиканти: «Run–D.M.C.», Chris Norman, Саманта Фокс, Eleanor McEvoy, Status Quo, Ottawan, Space, Лу Бега, Dr. Alban, Кріс де Бург, «Bad Boys Blue», «ВВ», «Ані Лорак», «Брати Гадюкіни», «Deep Purple», «Green Grey», Потап та Настя Каменських, «Скрябін», Руслана, «Друга Ріка», Ірина Білик, «Машина времени», «Моральный Кодекс», «ДДТ», ЧАЙФ, Анжеліка Варум, Філіп Кіркоров, Валерій Меладзе, Крістіна Орбакайте, Алла Пугачова та інші.